# Phymatoctenus
Phymatoctenus es un género de arañas araneomorfas de la familia Ctenidae. Se encuentra en América.

## Lista de especies
Según The World Spider Catalog 12.0:
- Phymatoctenus comosus Simon, 1897
- Phymatoctenus sassii Reimoser, 1939
- Phymatoctenus tristani Reimoser, 1939